# Paraboea glutinosa
Paraboea glutinosa là một loài thực vật có hoa trong họ Tai voi. Loài này được (Hand.-Mazz.) K.Y. Pan mô tả khoa học đầu tiên năm 1997.